# 携帯電話の基本料金
携帯電話の基本料金（けいたいでんわのきほんりょうきん）または携帯電話の基本使用料（けいたいでんわのきほんしようりょう）とは、携帯電話の契約の基本となるプランの料金のことである。

## 概要
携帯電話サービスを利用するためには、基本プランに加入する必要がある。このプランの月額料金が基本料金である。プリペイド式携帯電話には存在しない。
基本料金の値段別に多くのプランがあり、多くの場合通話料やパケット通信料と相殺される「無料通信分」が付帯する(無料通信分のない格安プランも存在する)。基本料金の安いプランほど無料通信分が少なめで通話料も高く、基本料金の高いプランほど無料通信分が多めで通話料も安い。このような料金設定をすることで、ユーザーが利用形態にあったプランを選択することができるようにしている。
かつてはNTTドコモの「ドニーチョ」のように、通話可能な時間帯などを制限することで低価格化したプランも存在した。

## 基本料金の割引
基本料金の割引サービスとして、継続使用により割り引かれる継続割引サービス、年間契約により割り引かれる年間割引サービス、家族での加入で割り引かれる家族割引サービス、障害者が契約の場合割り引かれる障害者割引サービスがある。